# Gearhart
Gearhart – miasto w Stanach Zjednoczonych, w stanie Oregon, w hrabstwie Clatsop.